# Guido Alvarenga
Guido Virgilio Alvarenga (Asunción, 24 agosto 1970) è un ex calciatore paraguaiano, di ruolo centrocampista.

## Carriera

### Club
Debutta a 19 anni nel Cerro Porteño, trasferendosi al Deportivo Mandiyú nel 1991; tornato al Cerro Porteño dopo una stagione al Banfield, trascorre un periodo al Kawasaki Frontale in Giappone prima di trasferirsi al Club León in Messico. Termina la carriera nel 2006 all'Olimpia Asunción.

### Nazionale
Debutta con la nazionale di calcio paraguaiana nel 1995, giocandovi fino al 2003.

## Palmarès

### Club

#### Competizioni internazionali
- Coppa Libertadores: 1

Olimpia: 2002
- Recopa Sudamericana: 1

Olimpia: 2003